# Eucheilopora pediculosa
Eucheilopora pediculosa är en mossdjursart som beskrevs av Lang 1916. Eucheilopora pediculosa ingår i släktet Eucheilopora och familjen Cribrilinidae. Inga underarter finns listade i Catalogue of Life.